# Hessisch voetbalkampioenschap 1918/19
In 1918/19 werd het dertiende Hessisch voetbalkampioenschap gespeeld, dat georganiseerd werd door de West-Duitse voetbalbond. Er was geen verdere eindronde voor de algemene titel of West-Duitse titel.
Casseler FV 95 fuseerde met VfK Cassel tot SV Kurhessen 1893 Cassel. 

BSV Herkules Cassel fuseerde met SV West Cassel tot RSV 04 Cassel.  

## Bezirksliga Cassel
| Plaats | Club                        | Wed. | W  | G | V  | Saldo | Ptn.  |
| ------ | --------------------------- | ---- | -- | - | -- | ----- | ----- |
| 1.     | SV Kurhessen 1893 Cassel    | 14   | 10 | 1 | 3  | 32:13 | 21:7  |
| 2.     | 1. Casseler BC Sport 1894   | 14   | 9  | 2 | 3  | 33:28 | 20:8  |
| 3.     | SV 06 Cassel                | 14   | 8  | 3 | 3  | 37:13 | 19:9  |
| 4.     | RSV 04 Cassel               | 14   | 7  | 1 | 6  | 31:28 | 15:13 |
| 5.     | FV Sportfreunde 1909 Cassel | 14   | 6  | 1 | 7  | 22:27 | 13:15 |
| 6.     | FV Eintracht Cassel         | 14   | 2  | 4 | 8  | 10:13 | 8:20  |
| 7.     | SV Hessen 1909 Cassel       | 14   | 2  | 4 | 8  | 15:27 | 8:20  |
| 8.     | FC Hermannia Cassel         | 14   | 3  | 1 | 10 | 14:45 | 7:21  |

|  | Kampioen |